# Эпидемия одержимости
«Эпидемия одержимости» (дат. Besat, букв. «Одержимые») — датско-шведско-норвежско-румынский мистический триллер 1999 года режиссёра Андерса Рённова-Кларлунда.

## Сюжет
В аэропорту Копенгагена обнаружен умирающий человек, больной странной болезнью, напоминающей эболу. Он скоропостижно скончался. Вирусолог Сёрен крайне обеспокоен данным происшествием, к тому же все анализы крови дали отрицательный результат. Выясняется, что он прилетел из Румынии, где за 36 часов до того от неизвестного заболевания с похожими симптомами скончался мальчик. Это усугубляется тем, что в Атланте ждут сообщений о мужчине, заражённом эболой.
Тем временем полиция Копенгагена расследует странные поджоги, об аналогичных случаях пришли сообщения из Румынии: там был произведён поджог больницы.
Также нечто странное произошло в Копенгагене: в один момент отключилось всё электричество, остановились машины, не работало радио.
Тело умершего отправляют в Румынию, однако Сёрен хочет взять спинномозговую жидкость на анализ. За этим он вместе со своей девушкой Сарой отправляется в Румынию, однако выясняется, что мужчина был кремирован. Сёрен посещает больницу, где умер мальчик и выясняет, что у умерших мужчины и мальчика были странные следы на руках, словно от укуса. Незаконно эксгумировав тело мальчика и взяв спинномозговую жидкость, он возвращается в Данию. Также выясняется, что когда мальчик умер, в больнице происходили перебои с электричеством.
В то время датская полиция выходит на след поджигателя. Выясняется, что его имя — Венсан Монро, и он является последователем древней, запрещённой в 1946 году Папой организации, готовящейся к борьбе с приходящим в этот мир Антихристом. Венсан Монро связывается с Сёреном и представляется профессором вирусологии, знающим, как загадочный вирус распространяется. Он выясняет, где может быть очередной носитель вируса и приходит вместе с Сёреном к ней домой. При попытке её убить его арестовывает полиция, однако ранить её удаётся. Венсан утверждает, что это не вирус, а Антихрист, вселяющийся в людей. Его приход ознаменовало рождение сверхновой звезды Stella Mala, образовавшей в небе пентаграмму, и он переходит из человека в человека, убивая прежнего носителя. По его словам, при таком переходе Антихриста и происходят перебои с электричеством.
Тем временем Сёрен узнаёт результаты анализа: выясняется, что жидкость спинного мозга в теле мальчика аналогична спинномозговой жидкости животного. В это время Сара находит в больнице раненую носительницу вируса. Она заражает Сару, а сама умирает.
Воспользовавшись перебоями с электричеством, Венсан сбегает из полиции и приезжает в больницу. Он догадывается, что Сара заражена, но при попытке её убить его застреливает полиция. Перед смертью он сообщает Сёрену, что Сару необходимо сжечь. У Сёрена не остаётся выбора, после небольшого поединка он сжигает одержимую Антихристом Сару, после чего его арестовывает полиция. Казалось бы, Антихриста удалось остановить, хоть и очень высокой ценой, но…

## В ролях
- Оле Леммеке — Сёрен Растуф
- Кирсти Элин Торхауг — Сара Тидхольм
- Оле Эрнст — Бентсон
- Нильс Андерс Торн — Йенсен
- Йеспер Лангберг — Люндфельд
- Удо Кир — Венсан Монро
- Николай Лие Каас — Мортен

## Награды
- Серебряный Гран-при международного фестиваля фильмов «Фэнтези» в Брюсселе[1].
- Золотой Гран-при международного фестиваля в Порту[2].